# Dave Jackson
David Glen "Dave" Jackson, född 1964, är en kanadensisk före detta ishockeydomare som var verksam i den nordamerikanska ishockeyligan National Hockey League (NHL) mellan 1989 och 2018. Under sin domarkarriär i NHL dömde han 1 546 grundspelsmatcher och 83 slutspelsmatcher (Stanley Cup). Jackson var också verksam internationellt och var en av ishockeydomarna i Olympiska vinterspelen 2014.